# Мартинганса
Мартинганса (порт. Martingança) — район (фрегезия) в Португалии, входит в округ Лейрия. Является составной частью муниципалитета Алкобаса. По старому административному делению входил в провинцию Эштремадура. Входит в экономико-статистический субрегион Оэште, который входит в Центральный регион. Население составляет 1039 человек на 2001 год. Занимает площадь 8,92 км².
Мартинганса, несмотря на небольшой размер, — оживленный поселок благодаря своему расположению на слитии дорог из Лейрии и Марины Гранде в Назаре. В Мартингансе есть несколько кафе, ресторанов, хлебопекарня, дом для пожилых людей, дискотека и ночной клуб. Примерно в одном километре находится железнодорожная станция Мартинганса Гар (порт. Martingança Gare).